# Gaon iz Vilne
Gaon iz Vilne rođen kao Elijah ben Solomon Zalman (hebrejski: אליהו ב"ר שלמה זלמן הגאון מווילנה) (Sjelec, Bjelorusija, 23. travnja 1720. - Vilnius, Litva, 9. listopada 1797.) – litavski židovski talmudist, halahist, kabalist i najistaknutiji vođa misnagdičkih (nehasidskih) Židova u posljednjih nekoliko stoljeća. Na hebrejskom ga se obično naziva „ha-Gaon mi-Vilna”, "genij iz Vilniusa".

## Mladost i godine školovanja
Još kao dijete pokazivao je izvanredne sposobnosti. Do treće godine života naučio je cijele odlomke iz Tanaha napamet. Od desete godine, više mu nisu bili potrebni učitelji. U dobi od jedanaest godina znao je cijeli jeruzalemski Talmud napamet. Bavio se i astronomijom. Putovao je po Poljskoj i Njemačkoj, gdje je došao u dodir s raznim talmudskim školama. Godine 1748. vratio se u Vilnius, gdje je postao neprikosnoveni autoritet u rješavanju mnogih složenih halahičkih problema.

## Metode istraživanja
Jedinstvenost Gaona bila je u tome što je primijenio metode filološkog istraživanja na proučavanje Talmuda i rabinske književnosti.

## Borba protiv hasidizma
Oštro je istupio protiv hasidizma, smatrajući ga pokretom štetnim za Židove. Godine 1771. sudjelovao je u javnom ispitivanju njihove doktrine, zaključivši da Židovima treba zabraniti održavanje kontakata s ovom skupinom. Godine 1772. i 1781. ekskomunicirao je hasidske zajednice koje su se htjele razvijati u Vilniusu, a kahal ih je protjerao iz grada zajedno s njihovim obiteljima. S druge strane, Gaon je također bio skeptičan prema pokretu židovskog prosvjetiteljstva koji se tada razvijao – haskaliju.